# Raffel (sotare)

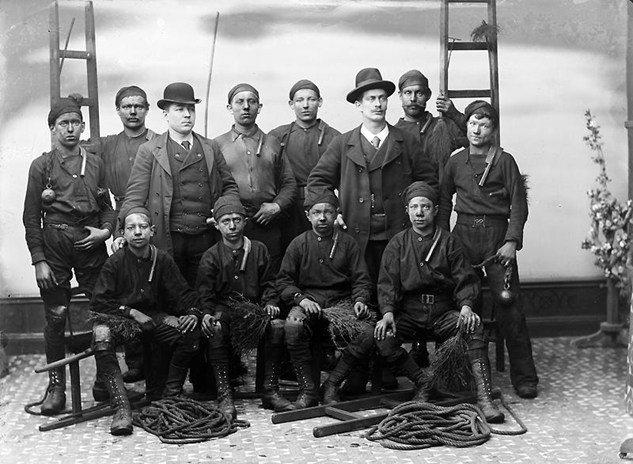
Gruppbild av sotare, 1905-1910. På bilden ser man att sotarna bär rafflar på vänster axel.

En raffel är ett universalverktyg som används av sotare. Raffeln är gjord i kraftig metall, med ett böjt blad som en hacka, med ett handtag som fortsätter upp på det böjda bladets rygg, vilket ger redskapet styrka. Främst används den för att rugga ner sot i skorstenen, men kan även användas som skiftnyckel och för mycket annat. Förr bars den ofta över vänster axel.